# Solo Solo
En 1997 Ami y Yumi publican dos singles, "Honey" (Ami, 2 de julio de 1997, #10) y V. A. C. A. T. I. O. N. (Yumi, 9 de julio de 1997, #7), su segundo disco (pero 1.er Disco Dual de Solos), Solo Solo (6 de agosto de 1997), fue lanzado el mismo año, este fue un CD doble con 7 temas por CD, todos solos (un disco de Ami y otro de Yumi). Este Álbum debutó en el Oricon Chart en el #2, un Número mayor que su Anterior Miniálbum AmiYumi, que quedó de #3, al Igual que su 1.er Single "Asia no Junshin".

## Disco 1 (Ami)
1. Onna no Ko, Otoko no Ko (女の子男の子; Boys and Girls)
2. Love Depth
3. Honey
4. That's Sweet Smile
5. Be Someone Tonight
6. SNACKS
7. Tadaima (ただいま; I'm Home)

## Disco 2 (Yumi)
1. Tennen no Beauty (天然の美; Natural Beauty)
2. Tsuyoki no Futari (強気なふたり; Perfect Couple)
3. Hanabi (花火; Fireworks)
4. V·A·C·A·T·I·O·N
5. Sorenarini (それなりに; Hold Out As Long As You Can)
6. Ai no Aura (愛のオーラ; Aura OF Love)
7. Watashi no Nozomi (わたしの望み; My Wish)

- Datos: Q2700424